# 山根和郎
山根 和郎（やまね かずお、1936年 - ）は、日本の翻訳家。
1959年、東京大学仏文科卒（ボワロー＝ナルスジャック『島』訳者略歴）。なお『東大駒場』（1966）の著者略歴には、「かずろう」とあり、1937年台湾生まれ、中学時代に発病、長い闘病生活を送り、1958年大学入学検定試験合格（千葉）、64年東大文科三類入学、現在東大文学部学生とあり、同一人物かどうか不明。
ゲイ・タリーズ『汝の隣人の妻』はベストセラーになった。

## 著書
- 『東大駒場』三一書房・高校生新書　1966

## 翻訳
- ボアロー, ナルスジャック『島』早川書房　1971　世界ミステリシリーズ
- ビタル・アルサル『バルサ号の冒険 筏による史上最長の航海』三笠書房　1974
- ロバート・ゲッチェル『アリスの恋』二見書房　1975　サラ・プランタン
- アマンダ・スチュアート『アマンダの代理妻』二見書房　1976
- サルバドール・ダリ アンドレ・パリノオ編『ダリの告白できない告白』二見書房　1976
- ブレークリィ・セント・ジェイムス『好奇心』二見書房 1978　ロマン・ダムール
- ノエル・ハインド『リベンジ 復讐』三笠書房　1978
- 『修道女』フランス書院　1979
- サルバドル・ダリ『隠された顔』二見書房　1980
- ゲイ・タリーズ『汝の隣人の妻』二見書房　1980
- マーカス・ヴァン・ヘラー『輪姦』二見書房　1980
- リー・レインツリー『ダラス 欲望の大地』二見書房サラ・ブックス　1981
- ジョン・カーロス『弟の嫁』1983　フランス書院ノベルズ
- カート・アルドリッチ『人妻蜜戯』1983　フランス書院ノベルズ
- ヴィクトール・シュトラン『絶海の密艇 海洋大冒険1　ギャラン艦長シリーズ』二見書房　1985　サラ・ブックス
- アラン・プライア『女王陛下の暗殺者』1987　二見文庫 ザ・ミステリ・コレクション
- ジョージ・E.シンプソン、ニール・R.バーガー『幽霊潜水艦浮上す』1987　二見文庫 ザ・ミステリ・コレクション
- ティモシー・ダウニー『影の死刑執行人』1988　二見文庫 ザ・ミステリ・コレクション
- エリカ・チータム『ノストラダムス全予言』二見書房サラ・ブックス　1988
- ロン・ポッツ『戦士を狩れ』1989　二見文庫 ザ・ミステリ・コレクション
- マリオン・E.モリス『南極上空応答せよ』1990　二見文庫 ザ・ミステリ・コレクション
- ブライアン・モリソン『雪原封鎖網』1991　二見文庫 ザ・ミステリ・コレクション
- チャールズ・D.テイラー『原潜消滅す　第三次世界大戦シリーズ』1992　二見文庫 ザ・ミステリ・コレクション
- ポール・マン『裏切りの暗殺契約』1993　二見文庫 ザ・ミステリ・コレクション
- チャールズ・D.テイラー『深海の毒針 潜水母艦ゴーリキー号極秘指令』1993　二見文庫 ザ・ミステリ・コレクション
- マーカス・ヴァン・ヘラー『レイプ』二見書房　1993
- ポール・マン『女王陛下を救出せよ』1994　二見文庫 ザ・ミステリ・コレクション
- ミスティック・メグ『恋人のすべてを知る占星術 Astro sex☆horoscope』青春出版社プレイブックス　1996

## 参考
- 『東大駒場』『島』